# کوگو

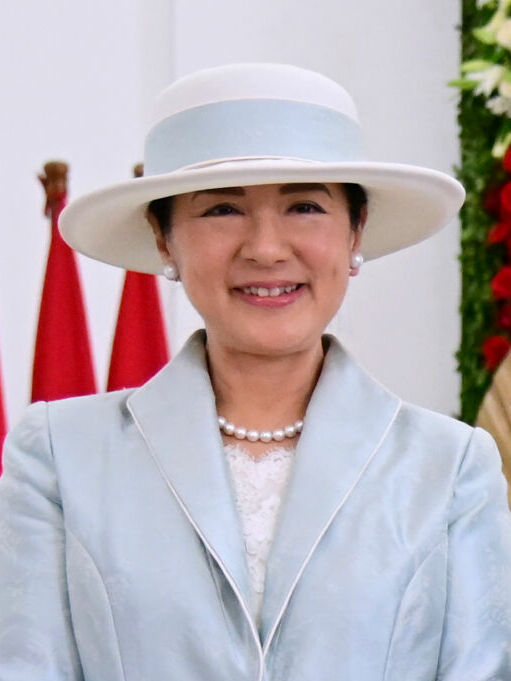
ماساکو صدوبیست و ششمین کوگو در امپراتوری ژاپن است.

کوگو (به ژاپنی: 皇后 こうごう) یا ملکه یا امپراتریس؛ همسر امپراتور، امپراتور ژاپن، کوکوئو (پادشاه) و عنوان است که در زبان ژاپنی به آن شخص داده شده است.
در سیستم چندزنی کوگو بالاترین رتبه را در میان همسران متعدد امپراتور، امپراتور ژاپن و پادشاه دارد.

## همسران امپراتور و عناوین زنان امپراتور ژاپن
- همسران امپراتور
  - ۱ امپراتریس کوگو (Kōgō; 皇后): همچنین "Kōkō" (کوکوگو) (Kōkōgō; 皇后宮) خوانده می‌شود.
  - ۱ همسر ملکه چوگو (Chūgū; 中宮): در اصل این کلمه به معنای قصری بود که همسر ملکه در آن زندگی می‌کرد. از آنجایی که امپراتور ایچیجو دو امپراتریس ارشد داشت، یکی از همسران امپراتور او این عنوان را داشت.
  - ۲ هی (Hi;妃): از دوره هی‌آن از بین رفت.
  - ۳ فوجین (Fujin; 夫人): از دوره هی‌آن از بین رفت.
  - ۴ هین (Hin; 嬪): از دوره هی‌آن از بین رفت.
  - بانوان دربار نیوگو (Nyōgo; 女御): در قانون تعریف نشده است. دختران وزرا می‌توانند منصوب شوند.
  - مستخدم دربار کویی (دربار ژاپن) (Koui; 更衣): در قانون تعریف نشده است.
- دیگر زنان امپراتوری
  - ۱ ملکه مادر (بیولوژیک) (کوتایگو) (Kōtaigō; 皇太后): مادر امپراتور (از جمله مادرزن امپراتور)، ملکه دواگر، یا ملکه سابق.
  - ۱ ملکه بزرگ دواگر (تای-کوتایگو) (Tai-Kōtaigō; 太皇太后): ملکه سابق دواگر
  - جوگو/جوسانگو :Ju-Sangū/Ju-Sangō" (准三宮/准三后): " همسران و شاهزاده خانم‌ها و همچنین وزیران یا راهبان عالی‌رتبه عنوان «جوسانگو» را می‌توانستند به دست آورند.
  - نیواین Nyoin/Nyōin ja:女院(女院): همسران امپراتورهای سابق یا شاهزاده خانم‌های سابق (In، 院) می‌توانستند این عنوان را داشته باشند. این عنوان نظیر دایجو تننو (امپراتور پس از برکناری) است.